# 非周期彗星
| 彗星                       | 彗星         | 彗星                         | 彗星                   | 彗星                   |
| -------------------------- | ------------ | ---------------------------- | ---------------------- | ---------------------- |
| 離心率と公転周期による分類 |              |                              |                        |                        |
| e < 1                      | 周期彗星     | 短周期彗星                   | 短周期彗星             | P < 200                |
| e < 1                      | 周期彗星     | 長周期彗星                   | 長周期彗星             | P ≧ 200                |
| e ≧ 1                      | 非周期彗星   | 非周期彗星                   | 長周期彗星             |                        |
| 特徴的な彗星               | 特徴的な彗星 | 大彗星                       | 大彗星                 | 大彗星                 |
| 特徴的な彗星               | 特徴的な彗星 | サングレーザー（クロイツ群） |                        |                        |
| 成因上の関連               | 成因上の関連 | 彗星・小惑星遷移天体         | 彗星・小惑星遷移天体   | 彗星・小惑星遷移天体   |
| 成因上の関連               | 成因上の関連 | 地球近傍天体                 |                        |                        |
| 成因上の関連               | 成因上の関連 | 太陽系外縁天体               |                        |                        |
| 分類上の関連               | 分類上の関連 | 太陽系小天体（小惑星）       | 太陽系小天体（小惑星） | 太陽系小天体（小惑星） |
| ■Project ■Template         |              |                              |                        |                        |

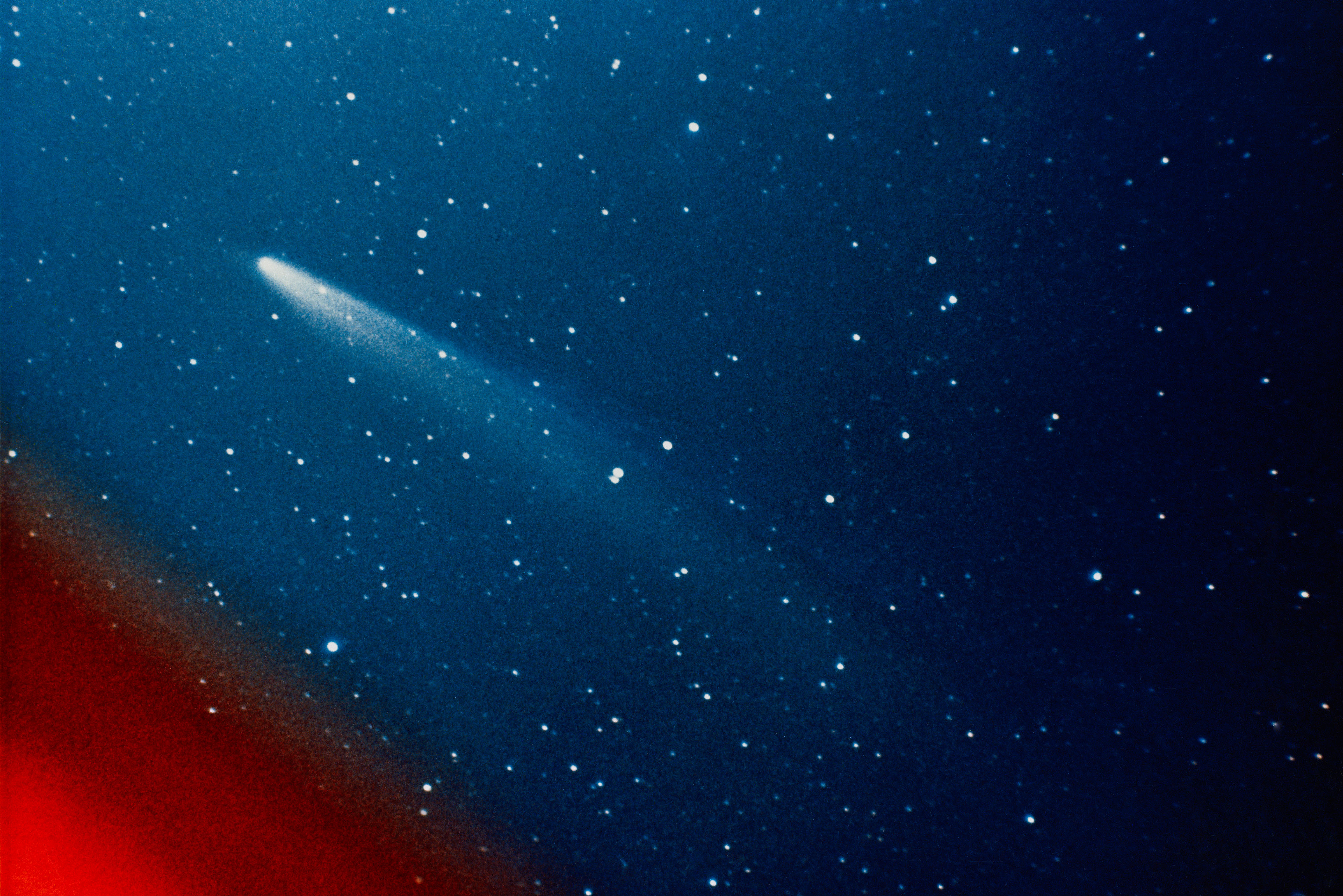
コホーテク彗星 (C/1973 E1)。軌道離心率1.000008（双曲線軌道）の非周期彗星。

非周期彗星（ひしゅうきすいせい）は、軌道離心率が1以上の彗星である。放物線軌道または双曲線軌道を持つ。公転周期は定義できず、一度太陽に接近した後は、二度と戻ってこないか、仮に摂動などによって戻ってくるとしても数十万年以上未来である。非周期彗星に対し、離心率が1未満の楕円軌道の彗星を周期彗星という。
ただし、非周期彗星は、長周期の周期彗星と区別する意義が少ないので、あわせて長周期彗星として論じられることが多い。
離心率1の軌道は放物線軌道、離心率が1より大きい軌道は双曲線軌道である。ただし現実には、離心率がぴったり1になるようなことはない。発表されている軌道要素で離心率が1になっているのは、観測が不十分だったため、離心率を1と仮定して、自由変数を1つ減らして求めたものである。現実には、双曲線軌道か、長周期の楕円軌道であろう。
非周期彗星には、軌道長半径 (a)、遠日点距離 (Q)、公転周期 (P)は定義できない。ただし計算上、放物線軌道では、a、Q、Pは全て無限大になる。双曲線軌道では、aとQはマイナス、Pは虚数になる。
非周期彗星の離心率は1以上だが、そう大きく超えるわけではなく、最大級のボウエル彗星 (C/1980 E1) でも1.058程度である。これは、力学的エネルギーがほぼゼロであったこと、すなわち数万AUというような"遠方"では速度および角速度がゼロに近かったことを意味する。ただし、そうであるからといって、必ずしも"遠方"から来たとは限らない。惑星等の他天体との重力相互作用によって軌道が変化した可能性があるからである。
これを傍証するように、出自が恒星間天体であるボリソフ彗星 (2I/Borisov)の軌道離心率は3.36
、3I/ATLAS(C/2025 N1 (ATLAS)) の軌道離心率は6.08±0.10を示し、太陽系の諸惑星の自転方向と逆行する進路をほぼ一直線に進んでいる。3I/ATLAS の近日点通過時の太陽に対する相対速度は 68 km/s に達すると予測されており、太陽系内の天体からの重力の影響を受けない星間空間での双曲線過剰速度（{\displaystyle v_{\infty }}）でも約 58 km/s 程度とされている。

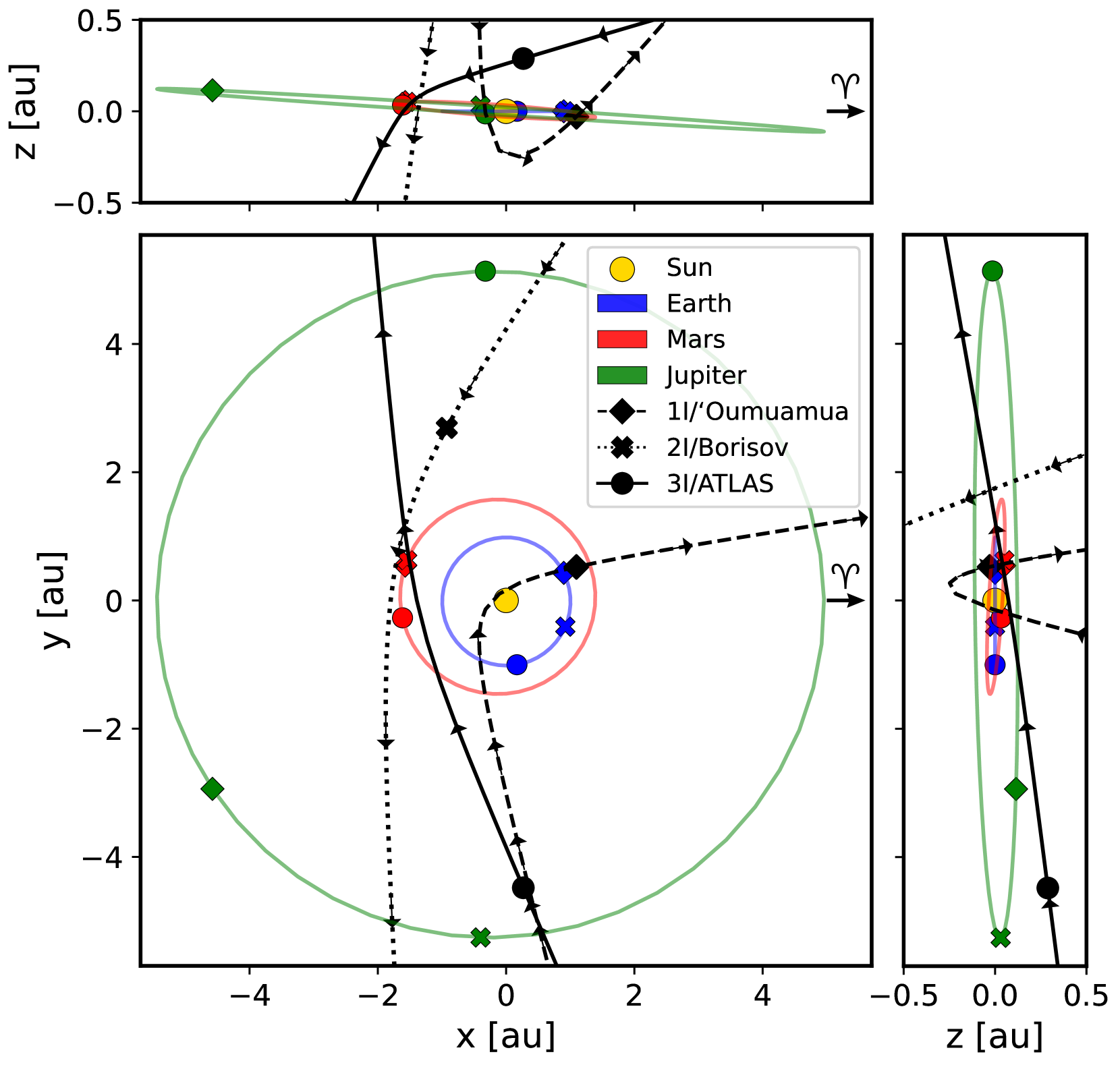
3I/ATLAS（C/2025 N1 (ATLAS) ）を含む既知の恒星間天体の木星軌道以内における軌道を示した図。逆行しているものが3I/ATLAS（C/2025 N1 (ATLAS) ）